# Прошин, Андрей Владимирович
Андре́й Влади́мирович Про́шин (укр. Андрій Володимирович Прошин; род. 19 февраля 1985, Бор) — украинский футболист, защитник и полузащитник. Имеет также российский паспорт.

## Клубная карьера
Родился в городе Бор. Начал заниматься футболом в секции местного стадиона «Водник». Затем занимался в нижегородской ДЮСШ «Сормович». Пробыл год в московском «Спартаке», затем перешёл в киевское «Динамо».
Выступал в российском клубе первого дивизиона «Химки», затем в премьер-лиге в «Томи». В 2008 году перешёл в клуб первого дивизиона «Алания» из Владикавказа. С 2010 года — игрок «Ростова». 12 октября 2011 года, вместе с тремя одноклубниками (Ребко, Иванов и Хохлов), написал заявление об увольнении. Причина — невыплата заработной платы больше трёх месяцев.
24 февраля 2012 года подписал контракт с «Сибирью». Далее перешёл в клуб Второго дивизиона «Долгопрудный», выступал в нём до конца сезона 2012/13, а с начала сезона 2013/14 — игрок дзержинского «Химика».
В июне 2014 года подписал контракт с нижегородской «Волгой», вылетевший из премьер-лиги.

## Карьера в сборной
Выступал за юношескую сборную Украины, участвовал в чемпионате Европы 2002 года. Был частью академии Павла Яковенко, получил от товарищей шуточное прозвище Гоблин.
Был капитаном молодёжной сборной Украины, участвовал в чемпионате мира.

## Достижения
- Участник чемпионата Европы среди юношей 2002 года
- Участник чемпионата мира среди молодёжи